# Anua satanas
Anua satanas är en fjärilsart som beskrevs av Emilio Berio 1941. Anua satanas ingår i släktet Anua och familjen nattflyn. Inga underarter finns listade i Catalogue of Life.